# Polícia de Fronteiras (Israel)

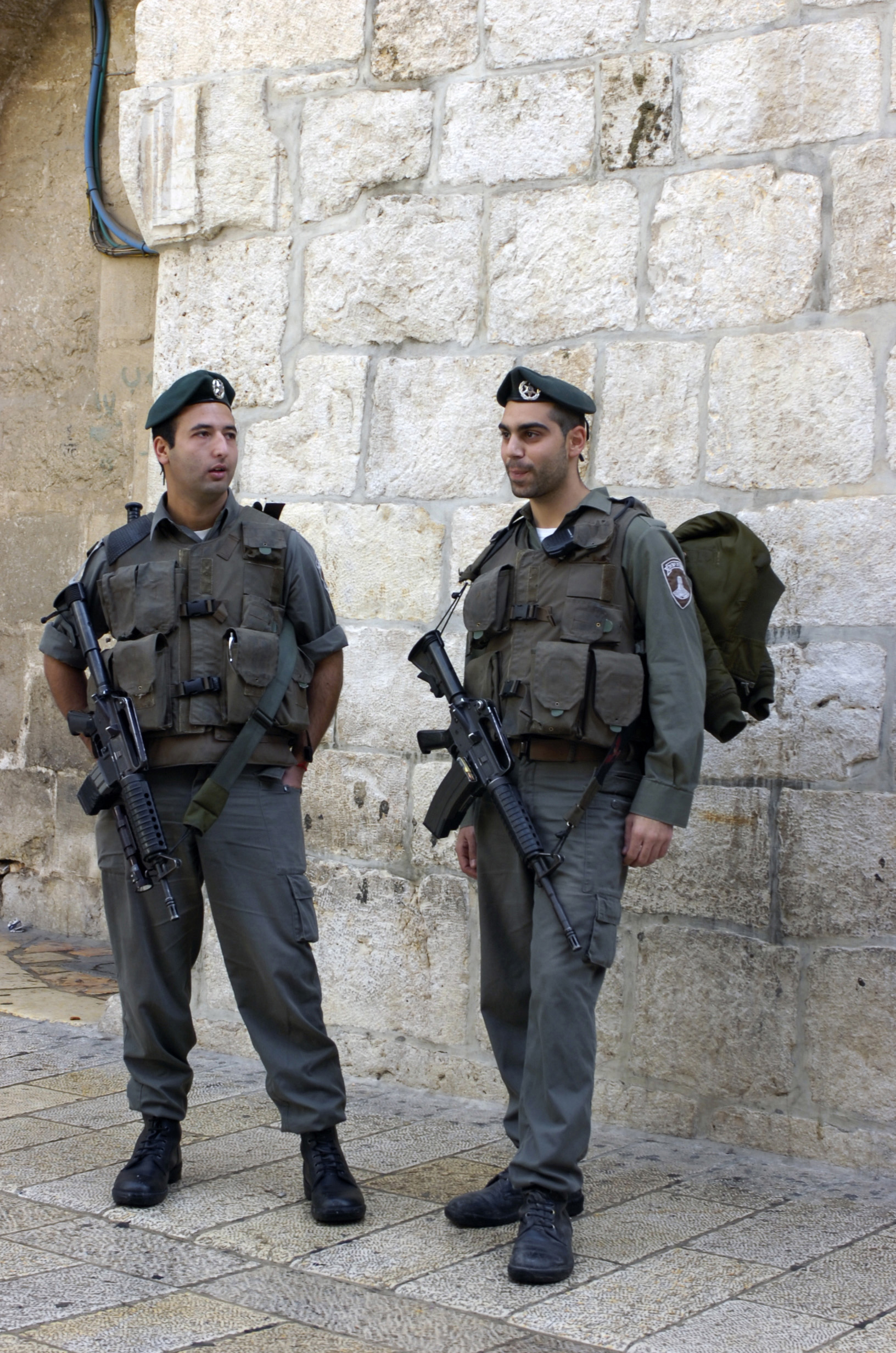
Policiais de fronteira em Jerusalém.

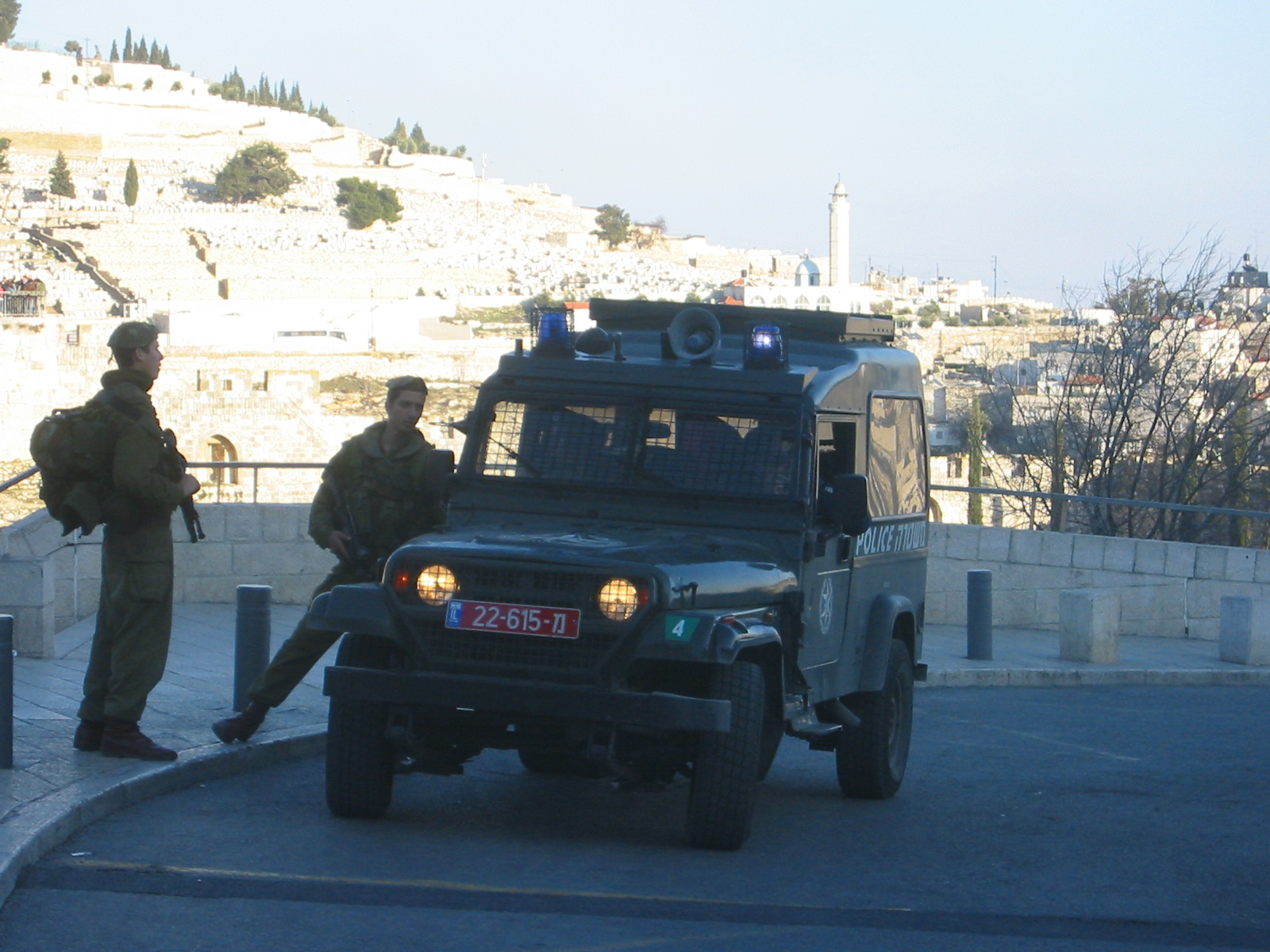
Um jipe Sufa israelense.

A Polícia de Fronteiras de Israel (hebreu: משמר הגבול, Mishmar HaGvul) é o ramo da polícia israelense encarregada da vigilância fronteiriça. É conhecida, também, por seu acrônimo hebreu (Magav, מג"ב), que significa guarda de fronteira. Foi instaurada, em 1949, como Corpo de Fronteira, órgão   dependente das Forças Armadas, com a missão de vigiar as zonas rurais e os confins fronteiriços. Em 1953 tem sua denominação modificada para Polícia de Fronteiras de Israel ocupando-se, desde o princípio, da segurança dos novos assentamentos e de evitar a infiltração de palestinos, especialmente através da fronteira com Egito e Jordânia. Nos últimos anos, também tem participado em operações antiterroristas e em sufocar revoltas como a Intifada de Al-Aqsa 
A área onde se destina um maior número de efetivos é a cidade de Jerusalém, considerada o ponto de maior risco para a segurança, onde praticamente a totalidade de agentes uniformizados que patrulham as ruas são guardas de fronteira. Além de Jerusalém, ocupam-se da segurança das cidades cisjordanas como Jenin, Tulcarém, Calquília, Nablus, Jericó, Ramala e Hebrom.
A corporação, que se estima em 8000 militares, conta, em suas fileiras, com membros não judeus (cristãos, drusos, beduínos e árabes). É formado por profissionais assalariados, e reforçado por recrutas destinados desde as Forças Armadas. Também conta entre seus membros com um importante número de voluntários, que se integram em unidades especiais e não recebem pagamento algum, muitos deles procedentes da imigração judia. Todos eles recebem treinamento de combate e antiterrorista, além do trabalho especificamente policial e antidistúrbios. 
Em 2005, a Polícia de Fronteiras participou de forma destacada no Plano de retirada unilateral da Faixa de Gaza.